# Krasni (Sverdlovsk)
Krasni (en rus: Красный) és un poble (un possiólok) de l'óblast de Sverdlovsk, a Rússia, segons el cens del 2010 tenia 1.720 habitants.